# Lugares de Galiza

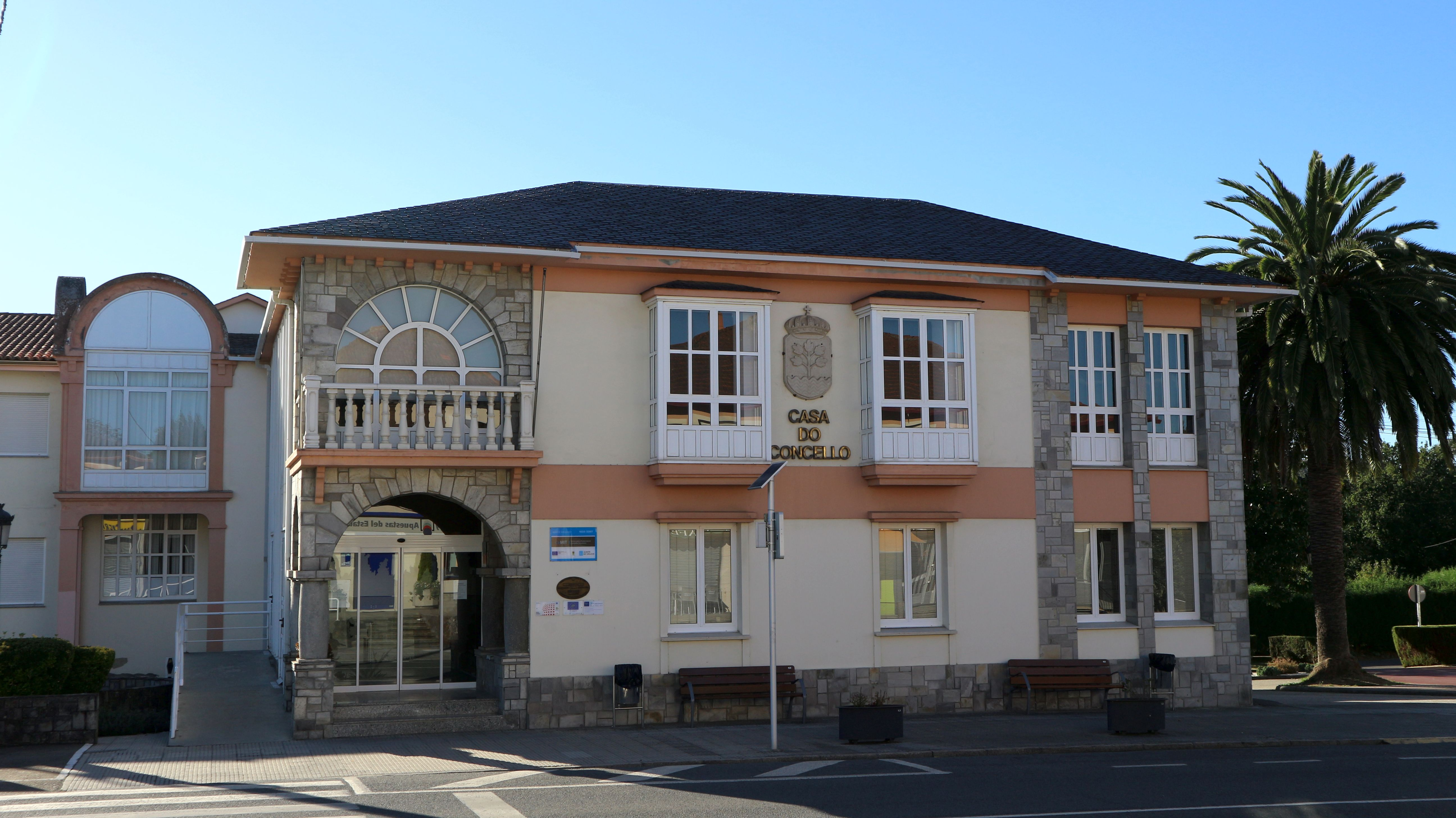
Casa do concelho de Abegondo.

Segundo o Nomenclátor de Galiza do ano 2019, existem 37.308 lugares de Galiza. Nesta página aparecem organizados por concelho.
| A Corunha - Lugares de Abegondo - Lugares de Ames - Lugares de Aranga - Lugares de Ares - Lugares de Arteixo - Lugares de Arçua - Lugares da Banha - Lugares de Bergondo - Lugares de Betanços - Lugares de Boimorto - Lugares de Boiro - Lugares de Boqueixom - Lugares de Briom - Lugares de Cabana de Bergantinhos - Lugares de Cabanas - Lugares de Camarinhas - Lugares de Cambre - Lugares da Capela - Lugares de Carbalho - Lugares de Carinho - Lugares de Carnota - Lugares de Carral - Lugares de Cedeira - Lugares de Cee - Lugares de Cerceda - Lugares de Cerdido - Lugares de Coirós - Lugares de Corcubiom - Lugares de Coristanco - Lugares da Corunha - Lugares de Culheredo - Lugares de Curtis - Lugares de Dodro - Lugares de Dumbria - Lugares de Fene - Lugares de Ferrol - Lugares de Fisterra - Lugares de Frades - Lugares de Irijoa - Lugares da Laracha - Lugares de Laje - Lugares de Lousame - Lugares de Malpica de Bergantinhos - Lugares de Manhom - Lugares de Mazaricos - Lugares de Melide - Lugares de Mesía - Lugares de Minho - Lugares de Moeche - Lugares de Monfero - Lugares de Mugardos - Lugares de Muros - Lugares de Muxia - Lugares de Narón - Lugares de Neda - Lugares de Negreira - Lugares de Noia - Lugares de Oleiros - Lugares de Ordes - Lugares de Oroso - Lugares de Ortigueira - Lugares de Outes - Lugares de Oça-Cesuras - Lugares de Paderne - Lugares de Padrom - Lugares do Pino - Lugares da Pobra do Caraminhal - Lugares de Ponteceso - Lugares de Pontedeume - Lugares das Pontes de García Rodríguez - Lugares de Porto do Som - Lugares de Rianjo - Lugares de Ribeira - Lugares de Rois - Lugares de Sada - Lugares de Sam Sadurninho - Lugares de Santa Comba - Lugares de Santiago de Compostela - Lugares de Santiso - Lugares de Sobrado - Lugares das Somoças - Lugares de Teo - Lugares de Toques - Lugares de Tordóia - Lugares de Touro - Lugares de Traço - Lugares de Val do Dubra - Lugares de Valdovinho - Lugares de Vedra - Lugares de Vilarmaior - Lugares de Vilasantar - Lugares de Vimianço - Lugares de Zás | Lugo - Lugares de Abadim - Lugares de Alfoz - Lugares de Antas de Ulha - Lugares de Baleira - Lugares de Baralha - Lugares de Barreiros - Lugares de Becerreá - Lugares de Begonte - Lugares de Bóveda - Lugares de Burela - Lugares de Carvalhedo - Lugares de Castro de Rei - Lugares de Castroverde - Lugares de Cervantes - Lugares de Cervo - Lugares de Chantada - Lugares do Corgo - Lugares de Cospeito - Lugares de Folgoso do Courel - Lugares da Fonsagrada - Lugares de Foz - Lugares de Friol - Lugares de Guitiriz - Lugares de Guntim - Lugares do Incio - Lugares de Láncara - Lugares de Lourençá - Lugares de Lugo - Lugares de Meira - Lugares de Mondonhedo - Lugares de Monforte de Lemos - Lugares de Monterroso - Lugares de Muras - Lugares de Navia de Suarna - Lugares de Negueira de Munhiz - Lugares das Nogais - Lugares de Ourol - Lugares de Outeiro de Rei - Lugares de Palas de Rei - Lugares de Pantón - Lugares de Paradela - Lugares do Páramo - Lugares da Pastoriza - Lugares de Pedrafita do Cebreiro - Lugares da Pobra do Brolhom - Lugares de Pol - Lugares da Pontenova - Lugares de Portomarim - Lugares de Quiroga - Lugares de Rábade - Lugares de Ribadeo - Lugares de Ribas de Sil - Lugares de Ribeira de Piquim - Lugares de Riotorto - Lugares de Samos - Lugares de Sárria - Lugares do Savinhao - Lugares de Sober - Lugares de Taboada - Lugares de Trabada - Lugares de Triacastela - Lugares do Valadouro - Lugares do Vicedo - Lugares de Vilalba - Lugares de Viveiro - Lugares de Germade - Lugares de Jove | Pontevedra - Lugares de Agolada - Lugares de Arbo - Lugares de Baiona - Lugares de Barro - Lugares de Bueu - Lugares de Caldas de Reis - Lugares de Cambados - Lugares de Campo Lameiro - Lugares de Cangas - Lugares da Canhiça - Lugares de Catoira - Lugares de Cerdedo-Cotobade - Lugares de Covelo - Lugares de Crescente - Lugares de Cuntis - Lugares de Doçom - Lugares da Estrada - Lugares de Forcarei - Lugares de Fornelos de Montes - Lugares de Gondomar - Lugares do Grove - Lugares da Guarda - Lugares da Ilha de Arousa - Lugares de Lalim - Lugares da Lama - Lugares de Marim - Lugares de Meanho - Lugares de Meis - Lugares de Moanha - Lugares de Mondariz - Lugares de Mondariz-Balneário - Lugares de Moranha - Lugares de Môs - Lugares das Neves - Lugares de Nigrám - Lugares de Oia - Lugares de Paços de Borbém - Lugares de Poio - Lugares de Ponte Caldelas - Lugares de Ponteareas - Lugares de Pontecesures - Lugares de Pontevedra - Lugares do Porrinho - Lugares de Portas - Lugares de Redondela - Lugares de Ribadúmia - Lugares de Rodeiro - Lugares do Rosal - Lugares de Salceda de Caselas - Lugares de Salvaterra de Minho - Lugares de Sam Genjo - Lugares de Silheda - Lugares de Soutomaior - Lugares de Tominho - Lugares de Tui - Lugares de Valga - Lugares de Vigo - Lugares de Vila de Cruces - Lugares de Vilaboa - Lugares de Vilagarcía de Arousa - Lugares de Vilanova de Arousa | Ourense - Lugares de Alhariz - Lugares de Amoeiro - Lugares da Arnóia - Lugares de Aviom - Lugares de Baltar - Lugares de Bande - Lugares de Banhos de Molgas - Lugares de Barbadás - Lugares do Barco de Valdeorras - Lugares de Beade - Lugares de Beariz - Lugares dos Brancos - Lugares de Boborás - Lugares da Bola - Lugares do Bolo - Lugares de Calvos de Randim - Lugares de Carvalheda de Ávia - Lugares de Carnalheda de Valdeorras - Lugares do Carvalhinho - Lugares de Cartelhe - Lugares de Castrelo de Minho - Lugares de Castrelo do Val - Lugares de Castro Caldelas - Lugares de Celanova - Lugares de Cenlhe - Lugares de Chandreja de Queixa - Lugares de Coles - Lugares de Cortegada - Lugares de Qualedro - Lugares de Entrimo - Lugares de Esgos - Lugares de Gomesende - Lugares da Gudinha - Lugares do Irixo - Lugares de Larouco - Lugares de Laza - Lugares de Leiro - Lugares de Lobeira - Lugares de Lobios - Lugares de Maceda - Lugares de Manzaneda - Lugares de Maside - Lugares de Melón - Lugares da Merca - Lugares da Mezquita - Lugares de Montederramo - Lugares de Monterrei - Lugares de Muinhos - Lugares de Nogueira de Ramuim - Lugares de Oimbra - Lugares de Ourense - Lugares de Paderne de Alhariz - Lugares de Padrenda - Lugares de Parada de Sil - Lugares do Pereiro de Aguiar - Lugares da Peroja - Lugares de Petim - Lugares de Pinhor - Lugares da Pobra de Trives - Lugares de Pontedeva - Lugares de Porqueira - Lugares de Pungim - Lugares de Quintela de Leirado - Lugares de Rairiz de Veiga - Lugares de Ramirás - Lugares de Ribadávia - Lugares de Riós - Lugares da Rua - Lugares de Rubiá - Lugares de San Amaro - Lugares de San Cibrao das Vinhas - Lugares de San Cristovo de Cea - Lugares de San Joám de Rio - Lugares de Sandiás - Lugares de Sarreaus - Lugares de Taboadela - Lugares da Teixeira - Lugares de Toém - Lugares de Trasmiras - Lugares da Veiga - Lugares de Verea - Lugares de Verim - Lugares de Viana do Bolo - Lugares de Vilamarim - Lugares de Vilamartim de Valdeorras - Lugares de Vilar de Bárrio - Lugares de Vilar de Santos - Lugares de Vilardevós - Lugares de Vilarinho de Conso - Lugares de Ginzo de Límia - Lugares de Junqueira de Ambia - Lugares de Junqueira de Espadanedo |

### Outros artigos
- Concelhos de Galiza
- Paróquias de Galiza
- Galeria de imagens de Galiza